# Setge d'Uthman
Uthman ibn Affan, el tercer califa Rashidun, va ser assassinat al final d'un setge a casa seva. Inicialment una protesta, el setge va escalar després d'una amenaça aparentment atribuïda erròniament, i a la mort d'un manifestant. Els manifestants, convertits en rebels havien exigit un nou califa, Uthman s'havia negat i el 17 de juny del 656 (35 AH), quan la seva casa cremava, alguns (aproximadament 3) manifestants van poder saltar a la part posterior de casa seva, on el van trobar llegint l'Alcorà. Li van donar un cop al cap i el van apunyalar.
La mort d'Uthman va tenir un efecte polaritzador en el món musulmà en aquell moment. Es van plantejar qüestions no només pel que fa al seu caràcter i polítiques, sinó també a la relació entre els musulmans i l'estat, les creences religioses quant a la rebel·lió i el govern i les qualificacions de governança a l'islam.

## Antecedents
Es va formar una coalició d'interessats en oposar-se a Uthman ibn Affan: els ansar d'Egipte, els antics governadors deposats, els antics companys del Profeta allunyats del poder. Uthman, poc capacitat per si mateix, no fou a més ben aconsellat i no va veure el que s'acostava. El primer senyal fou un intent de revolta a l'Iraq. Després va seguir l'afer d'Abu-Dharr, predecessor de l'ascetisme musulmà exiliat a Síria, que fou relegat a Rabadha om va morir per manca de les coses més necessàries; el 653 van esclatar disturbis seriosos a Kufa dirigits pels kurra, i van aconseguir la deposició del governador Saïd ibn al-As que fou substituït per l'antic governador de Bàssora Abu-Mussa al-Aixarí, un pietista (i enemic d'Uthman) el que va deixar Kufa de fet fora de les mans del govern central. També a Egipte Abd-Al·lah ibn Sad, que havia vençut als romans d'Orient la batalla dels Pals va haver de renunciar sota pressió d'un grup dirigit per Muhàmmad ibn Abi-Hudhayfa, fill adoptiu d'Uthman però oposat a aquest; Amr ibn al-As, que després de la seva deposició s'havia retirat a Palestina, es creu que va estar al darrere del moviment revolucionari a Egipte que va implicar a àmplies capes de la classe dirigent, molt més nombrosos que a cap altra província.
El 656 tropes de les províncies d'Egipte, Bassòra i Kufa van avançar cap a Medina. Els egipcis, els primers a arribar, estaven dirigits per Abd-ar-Rahman ibn Udays que va assetjar Medina, entrevistant-se amb el califa i exposant els seus greuges; el califa amb una actitud humil i conciliadora va aconseguir calmar als rebels i els va concedir les seves peticions. Els egipcis van retornar però a al-Arish van interceptar un correu que ordenava al governador Abd-Al·lah ibn Sad d'eliminar tots els caps del moviment al seu retorn; llavors els egipcis van retornar a Medina.
Uthman va negar l'autenticitat de la carta i va suggerir que havia estat fabricada pels seus enemics i es diu que en realitat així fou i que la carta era obra de Marwan ibn al-Hàkam però Uthman sospitava d'Alí ibn Abi-Tàlib. Els egipcis assetjaven Medina en l'anomenat segon setge. Uthman fou amenaçat de mort i va ratificar que la carta era una falsificació, que era un col·lector de texts de l'Alcorà des de temps del mateix Profeta, que estava casat amb fues filles del Profeta, i que havia portat una vida d'espiritualitat exemplar. Els antics companys, opositors d'Uthman, van mostrar la seva hipocresia, ja que no es van posar al costat dels rebels com haurien hagut de fer, ni tampoc van donar suport a Uthman, i van declarar la seva "neutralitat". Àïxa, la vídua del Profeta i enemiga d'Uthman, va eludir la decisió marxant en pelegrinatge a la Meca. Uthman, sense cap mitjà per resistir, va mantenir la dignitat i va refusar abdicar.

### El setge
El setge va començar en juny del 656; en un moment algunes persones dirigides per Muhàmmad ibn Abi-Bakr, fill del primer califa i germà d'Àïxa, i algun d'ells va matar Uthman (la tradició assigna la mort a diverses persones, entre elles Talha ibn Ubayd-Al·lah) el 17 de juliol del 656. L'esposa d'Uthman, la kalbita Nàïla bint al-Furàfisa, fou ferida, i la casa on vivien saquejada. Muàwiya havia enviat tropes des de Síria però expressament les havia enviat amb retard segons la tradició, i en tot cas van rebre la notícia a mig camí que Uthman ja era mort i van retornar a Damasc.

## Conseqüències
Assassinat Uthman, els omeies van fugir de Medina i l'oposició va quedar mestressa de la situació. Es va procedir a l'elecció d'un nou califa i mercès al suport dels ansar de Medina fou elegit Alí ibn Abi-Tàlib el 18 de juny del 656 esdevenint així el quart califa ortodox. En acceptar el nomenament de part d'algunes de les persones que havien participat en la mort d'Uthman, va ser acusat de participació en el crim, especialment per Muàwiya ibn Abi-Sufyan, governador de Síria i cosí d'Uthman.